# Leucoencefalopatia multifocal progressiva
La leucoencefalopatia multifocal progressiva (LMP) és una malaltia desmielinitzant viral rara i generalment fatal caracteritzada per un dany (-patia) progressiu o inflamació de la substància blanca (leuko-) del cervell (-encephalo-) en múltiples llocs (multifocal). És causada pel virus JC, que normalment està present i es manté sota control pel sistema immunitari. El virus JC és inofensiu, excepte en els casos de deficiència immunitària (immunodeficiència). En general, la LMP té una taxa de mortalitat del 30-50% en els primers mesos i els que sobreviuen queden amb diferents graus de discapacitat neurològica.
La LMP es produeix gairebé exclusivament en pacients amb immunodeficiència greu, amb més freqüència entre els pacients amb síndrome d'immunodeficiència adquirida (sida), però també estan en major risc de patir una LMP les persones que prenen medicaments immunosupressors de forma crònica, incloent la quimioteràpia. Tractaments que reben pacients amb trasplantaments, limfoma de Hodgkin, esclerosi múltiple, psoriasi severa i altres malalties autoimmunitàries.